# 藤原佐登子
藤原佐登子（日语：／ Fujiwara Satoko，1963年—），日本女子乒乓球运动员。她曾代表日本参加2000年和2004年夏季残疾人奥林匹克运动会乒乓球比赛，其中2000年夏季残奥会获得一枚银牌。